# Almbach (Salzach)
Der Almbach, amtlich Oberalm, ist der natürliche Abfluss des Hintersees im Nordosten des Bundeslandes Salzburg. Er erreicht eine Länge von ca. 17 km und mündet in Hallein in die Salzach, dem bei der Pernerinsel Kleine Salzach genannten Nebenlauf. Der Bach wird wirtschaftlich zur Energiegewinnung genutzt. Der historische Name Obere Albe steht im Bezug zum Namen der Gemeinde Oberalm (vergleiche dazu auch Niedere Albe für Königsseeache und Bezug zu Niederalm in der Gemeinde Anif).

## Name
Der Fluss wird 798 als Albina erstmals urkundlich erwähnt. Der Name leitet sich vom idg. *albʰ- 'weiß' ab und nimmt Bezug auf das klare Wasser.

## Verlauf
Am Oberlauf liegt das Felsenbad, eine natürliche Felsformation von Gumpen und Löchern, die als Wildbadegebiet genutzt wird. Danach findet sich eine Klamm, die Strubklamm beim Werkschulheim Felbertal, an deren oberen Ende sich eine alte Staumauer vom ehemaligen Strubklamm-Kraftwerk befindet, dessen See, der Speicher Strubklamm unterhalb von Faistenau, weitgehend verlandet ist.
Der Mittellauf liegt im Wiestal. Hier wird der Bach zum Wiestalstausee gestaut; eine Restwassermenge bleibt bestehen, um den Fischbestand des Baches nicht zu gefährden. Es folgt die Wiestalklamm, die als Naturdenkmal ausgewiesen ist (NDM00126).
Das Kraftwerk Wiestal mit dem Wiestalstausee sowie das Kraftwerk Strubklamm mit Strubklammspeicher, Strüblweiher und Hintersee bilden zusammen die Speicherkraftwerksgruppe Wiestal-Strubklamm der Salzburg AG.
Am Unterlauf liegen die Orte Adnet und Oberalm sowie die Halleiner Stadtteile Adneter Riedl und Gries.

## Nebenbäche
Der Almbach hat ein Einzugsgebiet von 199,2 Quadratkilometern. Die größten Zuflüsse sind:
| Name                           | Mündungsseite | Mündungsort     | Einzugsgebiet in km² |
| ------------------------------ | ------------- | --------------- | -------------------- |
| (Hinterseer) Taugl (Schafbach) | Quellbach     |                 | 07,5                 |
| Lämmerbach                     | links         | Unterzagl       | 10,3                 |
| Ladenbach                      | links         | Hintzersee      | 09,5                 |
| Leitengraben                   | rechts        | Leiten          | 02,1                 |
| Kasbach                        | links         | Sommerau        | 02,7                 |
| Grießbach                      | links         | Langreith       | 02,5                 |
| Hintersee                      |               |                 | 03,8                 |
| Brunnbach                      | rechts        | Rosenlehen      | 29,4                 |
| Weißenbach                     | links         | Felsenbad       | 06,1                 |
| Schmiedbach                    | rechts        | unter Faistenau | 06,5                 |
| Schwarzaubach                  | rechts        | Schusterhäusl   | 25,1                 |
| Weißbach                       | rechts        | Schusterhäusl   | 04,0                 |
| Mörtlbach                      | links         | Wiestalstausee  | 30,8                 |
| Spumbach                       | links         | Adnet           | 13,5                 |